# Висајанско море
Висајанско море је море које се налази унутар острва која творе Филипине.
Окружено је Висајским острвима, Источним и Западним Висајом, која се налазе на истоку и западу, док се Средишњи Висај налази на југу. Осим тога, његове границе чине још и острва: Масбате на северу, Лејте на истоку, Цебу и Негрос на југу као и острво Панај на западу.
Море је повезан са Сибујанским морем преко Јинтотоло канала на северозападу, Самарским морем на североистоку, Kамотеским морем на југоистоку, Бохолским морем преко Танон мореуза на југу и Сулуским морем преко Гуимарашког мореуза и Панајског залива.
Највеће острво у овом мору је острво Бантаyан. Јужно од мора налази се морски резерват Сагаy, заштићени морски резерват, који се простире на око 325 км2 .